# Character Strengths and Virtues

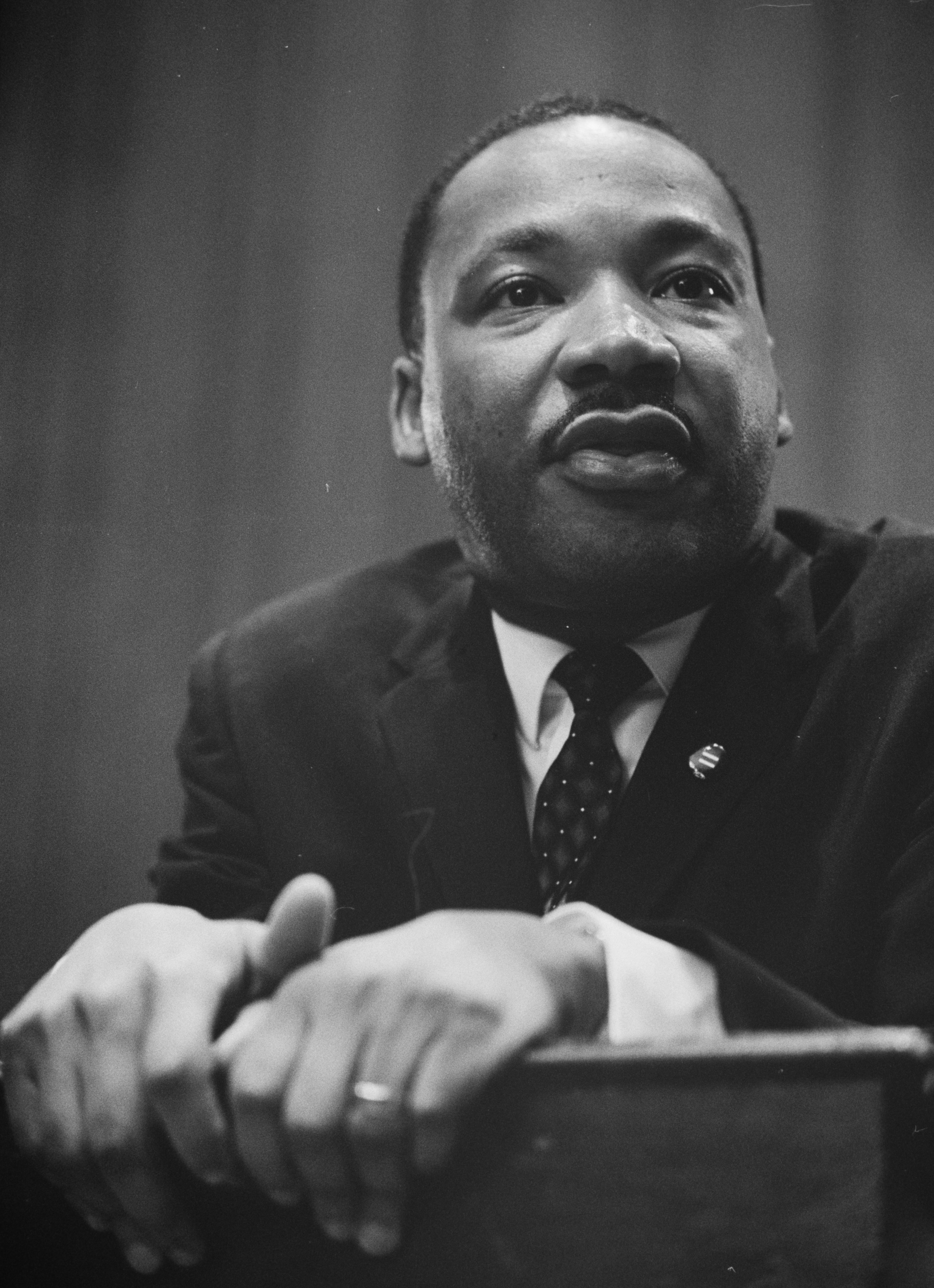
Los autores proponen ciertas figuras públicas e históricas como ejemplo de cada virtud, como es el caso de Martin Luther King, Jr. y la "esperanza".

El Manual de Virtudes y Fortalezas del Carácter, (original en inglés Character Strengths and Virtues), creado por Christopher Peterson y Martin Seligman, supone el primer intento por parte de la comunidad científica de identificar y clasificar los rasgos psicológicos positivos en los humanos. De la misma manera que el Manual Diagnóstico y Estadístico de Trastornos Mentales (original: Diagnostic and Statistical Manual of Mental Disorders) se usa para evaluar y facilitar el estudio de enfermedades mentales, el Manual de Virtudes y Fortalezas del Carácter - publicado en 2004 - pretende proveer de un marco teórico que ayude a desarrollar aplicaciones prácticas basadas en la psicología positiva. El manual identifica seis tipos de virtudes básicas, compuestas cada una de tres a cinco fortalezas de carácter medibles.

## Fortalezas y virtudes
El manual define como fortalezas o puntos fuertes del carácter a aquellos rasgos que cumplen los siguientes criterios. Las fortalezas son:
- gratificantes;
- tienen valor intrínseco, en un sentido ético (el talento, las habilidades, y la experiencia pueden usarse en vano, pero las virtudes y fortalezas no);
- no competitivas;
- no son opuestas de otros rasgos deseables (un ejemplo de lo contrario son la firmeza y la flexibilidad, que son opuestas pero comúnmente vistas como deseables);
- duraderas y estables a lo largo del tiempo;
- no son una combinación de otras fortalezas del manual;
- personificables (en la imaginación popular) en personajes famosos de la historia, canciones, etc;
- observables en actos infantiles (aunque este criterio no es aplicable a todas las fortalezas);
- ausentes en algunos individuos;
- y fomentadas por normas sociales e institucionales.

La presentación del Manual de Virtudes y Fortalezas del Carácter sugiere que estas seis virtudes son consideradas positivas en la gran mayoría de culturas a lo largo de la historia, y que al usarlas, estas virtudes llevan a un incremento de la felicidad. Al sugerir la existencia de pautas universales, así como tratar de incluir el bienestar mental dentro del ámbito de la investigación psicológica, los líderes del movimiento de la psicología positiva se enfrentan al relativismo moral y sugieren que la virtud tiene una base biológica. Estos argumentos concuerdan con la ciencia de la moral.
Cada uno de los veinticuatro rasgos del carácter se define conductualmente, con evidencia psicométrica que demuestra que pueden ser medidos de forma consistente. El libro afirma que "los humanistas de mente empírica pueden medir las virtudes y fortalezas del carácter de manera rigurosamente científica".

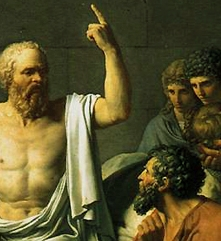
Los autores se basan en escritos de varios pensadores. Por ejemplo en Sócrates, por su definición de la "valentía" como una virtud en tiempos de guerra.

Entre las aplicaciones prácticas de la psicología positiva, están la ayuda a individuos y organizaciones a identificar sus fortalezas para usarlas y mejorar su nivel de bienestar. Cada rasgo "nos orienta a uno de los muchos caminos posibles a la virtud y el bienestar". Terapeutas, asesores, consultores de coaching, y otros profesionales de la psicología pueden usar estos nuevos métodos para mejorar y amplificar las vidas de aquellos individuos que no sufren enfermedad mental alguna. 
Ciertos investigadores proponen agrupar los 24 rasgos de carácter propuestos en tan solo cuatro tipos de fortalezas (Intelectual, Social, Temperamento y Trancendencia) o incluso tres clases (eliminando Trascendencia). No solo porque es más fácil de recordar, sino también porque existe evidencia de que estos tres tipos engloban adecuadamente los componentes de las fortalezas originales.

### Listado del libro
La clasificación de las virtudes y fortalezas del libro es la siguiente:
- Sabiduría y Conocimiento (fortalezas que conllevan la adquisición y uso de conocimiento)
  - creatividad (personificada en el ejemplo de Albert Einstein)
  - curiosidad (personificada en John C. Lilly)
  - apertura mental (personificada en William James)
  - amor por aprender (personificado en Benjamin Franklin)
  - perspectiva y sabiduría (personificada en Ann Landers)
- Coraje (fortalezas que nos permiten conseguir logros en la adversidad)
  - valentía (personificada en Ernest Shackleton)
  - persistencia (personificada en John D. Rockefeller)
  - integridad (personificada en Sojourner Truth)
  - vitalidad (personificada en el Dalái lama)
- Humanidad (fortalezas que nos llevan a conectar con otros)
  - amor (personificado en Romeo y Julieta)
  - amabilidad (personificada en Cicely Saunders)
  - inteligencia social (personificada en Oprah Winfrey)
- Justicia (fortalezas que construyen una sociedad justa)
  - participación ciudadana/ responsabilidad social / lealtad / trabajo en equipo (personificada en Sam Nzima)
  - justicia (personificada en Mohandas Gandhi)
  - liderazgo
- Templanza (fortalezas que nos protegen ante los excesos)
  - perdón y piedad (personificada en el Papa Juan Pablo II)
  - humildad y honestidad (personificada en Bill W., cofundador de Alcohólicos Anónimos)
  - prudencia (personificada en Fred Soper)
  - autorregulación y autocontrol) (personificada en Jerry Rice)
- Transcendencia (fortalezas que nos conectan con el universo y nos proveen de propósito)
  - apreciación de la belleza y la excelencia (personificada en Walt Whitman)
  - gratitud (personificada en G. K. Chesterton)
  - esperanza (personificada en Martin Luther King, Jr.)
  - humor y jovialidad (personificada en Mark Twain)
  - espiritualidad, sentido de propósito y coherencia (personificada en Albert Schweitzer)

## Relación con la ética de la virtud
Las virtudes propuestas imitan hasta cierto punto a las virtudes cardinales y virtudes teologales de Aristóteles y Tomás de Aquino: esperanza, fe, caridad, prudencia, justicia, fortaleza y templanza.